# عبدالهادی حائری
عبدالهادی حائری (۱۳۱۴–۱۳۷۲) مورخ و روزنامه‌نویس ایرانی بود. او فرزند میرزا احمد حائری و نوه دختری عبدالکریم حائری یزدی است. عبدالحسین حائری برادر اوست.

## زندگی
در سال ۱۳۳۶ وارد دانشگاه تهران شد و در رشته الهیات به تحصیل خود ادامه داد. پس از پایان رسانیدن دوره سه ساله دانشگاه و اخذ درجه لیسانس، چند سال در اداره بهداشت و بهداری مشهد کار کرد. در سال ۱۳۴۳ با به دست آوردن یک بورس دانشگاهی به کانادا رفت. او به مدت نه سال در کانادا در رشته تاریخ و مطالعات خاورمیانه مشغول به تحصیل بود و در همان خلال، دو سال را به تدریس زبان و ادب فارسی گذراند. پس از نیل به درجه دکتری در سال ۱۳۵۲، به مدت چهار سال در دانشگاه کالیفرنیا در برکلی به عنوان استادیار به تدریس پرداخت. او در سال ۱۳۵۳ با زهرا افشار نژاد که در آن زمان در انگلستان تحصیل می‌کرد و اکنون عضو هیئت علمی بخش ریاضی دانشکده علوم دانشگاه فردوسی مشهد است، ازدواج کرد. حائری در سال ۱۳۵۷ به ایران آمد و با عنوان دانشیار در گروه تاریخ دانشکده ادبیات و علوم انسانی دانشگاه فردوسی به تدریس تاریخ مشغول شد. او در تاریخ ۲۳ تیرماه ۱۳۷۲ در مشهد چشم از جهان فروبست.